# Battaglia di Arawe
La battaglia di Arawe venne combattuta tra gli Alleati e le forze Giapponesi durante la Campagna della Nuova Britannia della seconda guerra mondiale. La battaglia fece parte dell'operazione Cartwheel ed ebbe l'obiettivo di servire come diversivo in preparazione di uno sbarco più massiccio a Capo Gloucester nel tardo dicembre 1943. L'esercito giapponese previde un'offensiva Alleata nella Nuova Britannia occidentale e rinforzò tale regione quando gli Alleati sbarcarono nell'area di Arawe il 15 dicembre 1943. Gli Alleati conquistarono Arawe dopo un mese di schermaglie con le esigue forze giapponesi presenti.
Gli obiettivi primari Alleati per lo sbarco ad Arawe prevedevano la conquista di una base per le "PT boats" americane ed allontanare le forze giapponesi da capo Gloucester. La base per i motoscafi venne in seguito ritenuta non necessaria e non fu mai costruita. Solo un piccolo numero di soldati nipponici era presente ad Arawe in quel momento, anche se dei rinforzi stavano giungendo per rinforzare il presidio. Lo sbarco principale Alleato avvenuto il 15 dicembre ebbe successo, nonostante un fallito sbarco secondario e qualche problema con un mezzo. Le forze americane assicurarono rapidamente una "testa di ponte" con trincee. Diverse unità aeree giapponesi eseguirono attacchi a larga scala sull'area di Arawe nei giorni successivi allo sbarco, anticipando un contrattacco dell'Esercito Imperiale Giapponese avvenuto alla fine del mese, con scarso successo. A metà gennaio 1944 le forze americane, rinforzata da ulteriori unità di fanteria e carri armati, lanciò una breve offensiva che respinse i nipponici. Le unità giapponesi ad Arawe si ritirarono dall'area verso la fine di febbraio come parte di una ritirata generale dalla Nuova Britannia occidentale.
Gli storici sono dubbiosi sull'effettiva utilità dell'attacco. Mentre alcuni hanno affermato che lo sbarco servì come diversivo in vista dell'operazione a capo Gloucester, altri credono che l'intera campagna nella Nuova Britannia occidentale non fosse necessaria e che le truppe dislocate ad Arawe sarebbero state meglio impiegate altrove.